# Пономаренко Микола Семенович
Пономаренко Микола Семенович (Народився 12 грудня 1944 року, смт Андріївка Харківської обл.) — український науковець у галузі фармації, заслужений працівник фармації України (2008), педагог, доктор фармацевтичних наук (1990), професор (1993), академік Міжнародної академії інформатизації при ООН (1995), завідувач кафедри організації і економіки фармації  Національної медичної академії післядипломної освіти імені П. Л. Шупика з 1991 р.

## Напрямок наукових досліджень
оптимізація форм, методів та методології вдосконалення системи післядипломного навчання провізорів; методи, механізми та інструменти виміру знань, умінь та навичок.
Видатний українець.

## Освіта
Закінчив Харківський фармацевтичний інститут
(1972) 

## Наукова діяльність
завідувач Подільської центральної районної аптеки № 46 м. Києва (1972–1976); секретар Київського міського комітету профспілки медичних працівників (1976–1981); секретар Українського республіканського комітету профспілки медичних працівників (1981–1984); старший викладач (1984–1991), завідувач (з 1991) кафедри організації і економіки фармації НМАПО імені П.Л. Шупика.

## Захист дисертаційних робіт
- Кандидатська дисертаційна робота на тему: «Аналіз захворюваності аптечних працівників у взаємозв’язку з їх умовами праці» - 1982 р., (Вчена рада Харківського фармацевтичного інституту з присудженням наукового ступеня – кандидата фармацевтичних наук).
- Докторська дисертаційна робота на тему: «Організаційні принципи, методичні основи і форми удосконалення системи післядипломного навчання провізорів» - 1990 р. зі спеціальності 15.00.01 – технологія ліків та організація фармацевтичної справи та отримав ступінь доктора фармацевтичних наук.Науковий керівник – доц. Губський І. М.

## Наукові здобутки
Автор і співавтор  близько 600 наукових праць, у тому числі  4 монографії, підготовлено 2 проекти Законів України (у співавторстві), 6 проектів наказів МОЗ України, 49 інструктивно-методичних рекомендацій, 49 доповнень до Довідника кваліфікаційних характеристик, численні інноваційні пропозиції, що оформлені у вигляді 19 патентів на винахід та 16 авторських свідоцтв. Під керівництвом професора Пономаренко М. С. підготовлено 18 докторів та кандидатів фармацевтичних наук.

## Громадська та наукова діяльність
- Віце–президент Фармацевтичної асоціації України.
- Голова Спеціалізованої вченої ради  по захисту дисертацій на здобуття наукових ступенів  кандидата фармацевтичних наук та доктора фармацевтичних наук за спеціальністю 15.00.01 - технологія ліків, організація фармацевтичної справи та судова фармація при НМАПО імені П. Л. Шупика.
- Член Спеціалізованої вченої ради по захисту дисертацій на здобуття наукових ступенів  кандидата медичних наук та доктора медичних наук за спеціальністю 14.02.03 - соціальна медицина при НМАПО імені П. Л. Шупика.
- Бере участь у разових засіданнях Спеціалізованої вченої ради  по захисту дисертацій на здобуття наукових ступенів  кандидата фармацевтичних наук та доктора фармацевтичних наук при Українській військово-медичній академії (м.Київ).
- Голова атестаційної комісії з атестації провізорів і фармацевтів при Державній службі лікарських засобів в Чернігівській області.
- Голова профкому НМАПО імені П. Л. Шупика.
- Член вченої ради НМАПО імені П. Л. Шупика.
- Академік Міжнародної Академії інформатизації при ООН.
- Очолює наукову школу – «Школа з раціонального фармацевтичного менеджменту і маркетингу».
- Заступник головного редактора «Фармацевтичного журналу».
- Член редакційних колегій і редакційних рад періодичних видань

Науково-практичний журнал «Фармацевтичний журнал»   [Архівовано 28 грудня 2011 у Wayback Machine.]
Науковий журнал «Фармацевтичний часопис»  [Архівовано 17 листопада 2011 у Wayback Machine.]
Науковий журнал «Ліки України»
Міжнародний науково – практичний журнал «Рецепт» (Білорусь)

## Основні праці
- Алєксєєва І. М. Формування правової обізнаності, як компонента професійної компетентності фармацевтичних працівників у країнах Європейського Союзу (досвід Чеської республіки) / І. М. Алєксєєва, М. С. Пономаренко, О. Г. Алєксєєв, О.С. Соловйов, Ю. М. Григорук //  Актуальні питання фармацевтичної і медичної науки та практики (ЗДМУ). – 2016. –  № 2(21). – С. 96 – 101.
- Аналіз захворюваності аптечних працівників у взаємозв’язку з їх умовами праці (канд. дис.). — Х., 1982.
- Говоруха М. О. Принципи безперервної професійної освіти у фармацевтичному менеджменті / М. О.  Говоруха, О. П. Гульчій, М. С. Пономаренко, Г. В. Загорій // Зб. наук. праць співробіт. НМАПО. –  2016. – С. 556. – 563.

- Говоруха М. О. Роль педагога – андрагога у професійній підготовці фахівців фармацевтичного менеджменту / М. О. Говоруха, О. П. Гульчій, М. С. Пономаренко,                 Г. В. Загорій // Зб. наук. праць співробіт. НМАПО. –  2016. – С. 154 – 161 .
- Організаційні принципи, методичні основи і форми удосконалення системи післядипломного навчання провізорів (докт.  дис.). — Х., 1990.
- Пономаренко М. С. Обґрунтування створення нормативно – визначеного асортименту ліків у відповідності до протоколів провізора і клінічних протоколів медичної допомоги для аптек сімейної фармації та аптек загального типу при закладах сімейної медицини /  М. С.   Пономаренко, А. В. Кабачна, О. С. Соловойов, С. В. Аугунас, В. О.  Борищук // ScienceRise. –  2016. –  № 4/4 (21). – С. 17 – 19.

- Пономаренко М. С. Основні етапи нормування та впорядкування навчання й використання фармацевтичної кадрової ресурсної бази / М. С. Пономаренко, О. С. Соловйов, Т. М. Краснянська, Ю. М. Григорук // Актуальні питання фармацевтичної і медичної науки та практики (ЗДМУ). – 2016. –  № 2(21). – С. 110.
- Пономаренко М. С. Поглиблений ретроспективний аналіз фармацевтичних кадрових ресурсів в Україні за 1981-1990 рр. / М. С. Пономаренко, О. С. Соловйов, С. В. Аугунас, Ю. М. Григорук  // Вісник фармації. –  2016. –  № 2(86). – С. 44 – 47.
- Пономаренко М. С. Реалізація професійно-освітньої функції формулярної системи у навчальному процесі кафедри організації і економіки фармації НМАПО імені П. Л. Шупика /  М. С. Пономаренко, А. В. Кабачна, Е. В. Шелкова, Л. А. Бутко, А. Ю. Бутко // Зб. наук. праць співробіт. НМАПО. –  2016. – С. 609 – 614.
- Пономаренко М. С. Системні підходи у створенні необхідного асортименту лікарських засобів для аптек сімейної фармації та аптек загального типу при закладах сімейної медицини  / М. С. Пономаренко, А. В. Кабачна, О. С. Соловйов, С. В. Аугунас, В. О. Борищук //  Фармацевтичний часопис. –  2016. –  № 2. – С. 54 – 60.
- Пономаренко Н. С. Обобщенный анализ средневзвешенного  показателя состава аптечных кадров в Украине с 1913 – 1991 г. /  Н. С. Пономаренко, А. С. Соловьев,                   С. В. Аугунас,  Ю. Н. Григорук / / Рецепт. –  2016. –  Том 19, № 3. – С.  408 – 413.
- Methodological rationale for the strategy and tactics of action framework for optimizaation and effective development of national manufacturing of medicinal products: Monograph /  Zagoriy G. V., Ponomarenko M. S. - Kyiv: Osvita Ukraine, 2016. - 240

## Державні нагороди
- Заслужений працівник фармації України (29 жовтня 2008) — за значний особистий внесок у розвиток вітчизняної медичної освіти і науки, підготовку висококваліфікованих медичних спеціалістів, професійну майстерність та з нагоди річниці заснування Національної медичної академії післядипломної освіти імені П. Л. Шупика[1]